# Dobrova pri Prihovi
Dobrova pri Prihovi je naselje v Občini Oplotnica.
Prebivalci se ukvarjajo pretežno z govedorejo in s poljedelstvom.
V naselju raste zaščiten hrast, star med 350 in 400 let. V bližini se nahaja ribnik Partovec, poleg njega stoji koča. Območje ribnika je zaščiteno kot naravni rezervat, okrog njega je urejena sprehajalna pot. V naselju stoji tudi stara kapela.